# Les Mondes de Luz
Les Mondes de Luz est une série de bande dessinée de science-fiction. 
- Scénario, dessins et couleurs : Antonio Navarro

Cette série est terminée.

## Albums
- Tome 1 : Adrénaline (1991)
- Tome 2 : Usine génétique (1992)

## Publication

### Éditeurs
- Delcourt (Collection Conquistador et Neopolis) : Tomes 1 et 2 (première édition des tomes 1 et 2).